# Калёнов, Лев Владимирович
Лев Влади́мирович Каленов (род. 27 июля 1937, деревня Акишево, Кинешемский район, Ивановская область) — генеральный директор акционерного общества «Бийская льняная фабрика», Алтайский край, Герой Труда Российской Федерации (2023), заслуженный работник текстильной и легкой промышленности Российской Федерации.

## Биография
Родился в деревне Акишево Кинешемского района Ивановской области.
В 1958 окончил технологический институт в Кинешме.
С 1960 года работает на Бийской льнопрядильной фабрике.
С 1975 директор Бийской льнопрядильной фабрики.
1 мая 2023 года Указом Президента России № 320 «О награждении государственными наградами» удостоен почётного звания Герой Труда за «особые трудовые заслуги перед государством и народом».

## Награды
- Герой Труда Российской Федерации (1 мая 2023) — за особые трудовые заслуги перед государством и народом
- Орден «За заслуги перед Алтайским краем» II степени (8 июня 2022) — за многолетний добросовестный труд и большой вклад в развитие агропромышленного комплекса
- Медаль «За заслуги во имя созидания» (Алтайский край, 20 июля 2017) — за многолетний добросовестный труд и большой личный вклад в социально-экономическое развитие края
- Орден Дружбы народов (1986)
- Медаль за доблестный труд (1978)